# McDonald's Championship FIBA-NBA
El Championship FIBA-NBA, también conocido como Open-Mundial McDonald's o como McDonald's Championship por motivos de patrocinio, fue una competición amistosa que sucedió a la Copa Intercontinental / Mundial de Clubes de baloncesto organizada conjuntamente por la FIBA y la NBA, por lo que tenía un carácter oficial, aunque al torneo se accedía por invitación.
A ella acudieron los diversos campeones continentales europeos y equipos NBA invitados durante nueve ediciones entre los años 1987 y 1999 (al que también acudían selecciones nacionales), disputándose en el mes de octubre, antes del inicio de la temporada en la NBA. De carácter anual, pasó a celebrarse cada dos años desde la edición de 1993.
Cada edición tenía lugar en una ciudad diferente, elegida de común acuerdo por la NBA y la FIBA. El torneo fue siempre ganado por los equipos representantes de la NBA, aunque en la edición de 1991 un equipo europeo, el Club Joventut de Badalona, estuvo a punto de arrebatarle el título a Los Angeles Lakers, que vencieron por tan solo dos puntos (116-114).
Un total de veintiséis equipos participaron, de los cuales, el Real Madrid Baloncesto y el Fútbol Club Barcelona con tres ocasiones fueron los que más veces acudieron.

## Formato de competencia
- 1987

Formato de todos contra todos.
- 1988-1991

Formato de eliminación directa, los ganadores del primer partido avanzaban a la final, los perdedores al partido por el tercer puesto.
- 1991-1999

Formato de eliminación directa, en la primera instancia se enfrentaban los equipos FIBA, de los cuales, los ganadores avanzaban a semifinales, donde se sumaban los equipos de la NBA mientras que los perdedores disputaban el partido por el quinto puesto. Los ganadores de las semifinales avanzaban a la final, los perdedores al partido por el tercer puesto.

## Historial

### 1987
- Sede: MECCA Arena, Milwaukee, Estados Unidos.
- Jugador más valioso: Terry Cummings (Milwaukee Bucks).

| \| Partidos \| Partidos \| Partidos \| Partidos \| Partidos \| Partidos \| \| ------------- \| -------------------- \| -------- \| -------- \| -------- \| -------------------- \| \| 23 de octubre \| Milwaukee Bucks \| 123 \| - \| 111 \| Tracer Milan \| \| 24 de octubre \| Selección de la URSS \| 135 \| - \| 108 \| Tracer Milan \| \| 25 de octubre \| Milwaukee Bucks \| 127 \| - \| 100 \| Selección de la URSS \| | - Clasificación: - 1.º Milwaukee Bucks - 2.º Selección de la URSS - 3.º Tracer Milan |     |   |     |                      |
| Partidos |                                                                                      |     |   |     |                      |
| |                                                                                      |     |   |     |                      |
| 23 de octubre | Milwaukee Bucks                                                                      | 123 | - | 111 | Tracer Milan         |
| 24 de octubre | Selección de la URSS                                                                 | 135 | - | 108 | Tracer Milan         |
| 25 de octubre | Milwaukee Bucks                                                                      | 127 | - | 100 | Selección de la URSS |

### 1988
- Sede: Palacio de Deportes, Madrid, España.
- Jugador más valioso: Larry Bird (Boston Celtics).

| \| Partidos \| Partidos \| Partidos \| Partidos \| Partidos \| Partidos \| \| ------------- \| -------------- \| -------- \| -------- \| -------- \| ---------------- \| \| 21 de octubre \| Real Madrid \| 108 \| - \| 96 \| Scavolini Pesaro \| \| 21 de octubre \| Boston Celtics \| 113 \| - \| 85 \| Yugoslavia \| \| 23 de octubre \| Yugoslavia \| 100 \| - \| 91 \| Scavolini Pesaro \| \| 24 de octubre \| Boston Celtics \| 111 \| - \| 96 \| Real Madrid \| | - Clasificación: - 1.º Boston Celtics - 2.º Real Madrid - 3.º Selección de Yugoslavia - 4.º Scavolini Pesaro |     |   |    |                  |
| Partidos | |     |   |    |                  |
| | |     |   |    |                  |
| 21 de octubre | Real Madrid                                                                                                  | 108 | - | 96 | Scavolini Pesaro |
| 21 de octubre | Boston Celtics                                                                                               | 113 | - | 85 | Yugoslavia       |
| 23 de octubre | Yugoslavia                                                                                                   | 100 | - | 91 | Scavolini Pesaro |
| 24 de octubre | Boston Celtics                                                                                               | 111 | - | 96 | Real Madrid      |

### 1989
- Sede: PalaEUR, Roma, Italia.
- Jugador más valioso: Walter Davis (Denver Nuggets).

| \| Partidos \| Partidos \| Partidos \| Partidos \| Partidos \| Partidos \| \| ------------- \| ------------------ \| -------- \| -------- \| -------- \| ------------------ \| \| 20 de octubre \| Denver Nuggets \| 137 \| - \| 103 \| F. C. Barcelona \| \| 20 de octubre \| Jugoplastika Split \| 102 \| - \| 97 \| Philips Milano \| \| 22 de octubre \| Philips Milano \| 136 \| - \| 104 \| F. C. Barcelona \| \| 22 de octubre \| Denver Nuggets \| 135 \| - \| 129 \| Jugoplastika Split \| | - Clasificación: - 1.º Denver Nuggets - 2.º Jugoplastika Split - 3.º Philips Milan - 4.º F. C. Barcelona |     |   |     |                    |
| Partidos | |     |   |     |                    |
| | |     |   |     |                    |
| 20 de octubre | Denver Nuggets                                                                                           | 137 | - | 103 | F. C. Barcelona    |
| 20 de octubre | Jugoplastika Split                                                                                       | 102 | - | 97  | Philips Milano     |
| 22 de octubre | Philips Milano                                                                                           | 136 | - | 104 | F. C. Barcelona    |
| 22 de octubre | Denver Nuggets                                                                                           | 135 | - | 129 | Jugoplastika Split |

### 1990
- Sede: Palau Sant Jordi, Barcelona, España.
- Jugador más valioso: Patrick Ewing (New York Knicks).

| \| Partidos \| Partidos \| Partidos \| Partidos \| Partidos \| Partidos \| \| ------------- \| --------------- \| -------- \| -------- \| -------- \| ---------------- \| \| 11 de octubre \| New York Knicks \| 119 \| - \| 115 \| Scavolini Pesaro \| \| 11 de octubre \| Pop 84 Split \| 102 \| - \| 97 \| F. C. Barcelona \| \| 13 de octubre \| F.C. Barcelona \| 106 \| - \| 105 \| Scavolini Pesaro \| \| 13 de octubre \| New York Knicks \| 117 \| - \| 101 \| Pop 84 Split \| | - Clasificación: - 1.º New York Knicks - 2.º Pop 84 Split - 3.º F. C. Barcelona - 4.º Scavolini Pesaro |     |   |     |                  |
| Partidos | |     |   |     |                  |
| | |     |   |     |                  |
| 11 de octubre | New York Knicks                                                                                        | 119 | - | 115 | Scavolini Pesaro |
| 11 de octubre | Pop 84 Split                                                                                           | 102 | - | 97  | F. C. Barcelona  |
| 13 de octubre | F.C. Barcelona                                                                                         | 106 | - | 105 | Scavolini Pesaro |
| 13 de octubre | New York Knicks                                                                                        | 117 | - | 101 | Pop 84 Split     |

### 1991
- Sede: Palais Omnisports de Paris-Bercy, París, Francia.
- Jugador más valioso: Magic Johnson (Los Angeles Lakers).

| \| Partidos \| Partidos \| Partidos \| Partidos \| Partidos \| Partidos \| \| ------------- \| -------------------- \| -------- \| -------- \| -------- \| ------------------------ \| \| 18 de octubre \| Los Angeles Lakers \| 132 \| - \| 101 \| CSP Limoges \| \| 18 de octubre \| Joventut de Badalona \| 117 \| - \| 86 \| Slobodna Dalmacija Split \| \| 19 de octubre \| CSP Limoges \| 105 \| - \| 91 \| Slobodna Dalmacija Split \| \| 19 de octubre \| Los Angeles Lakers \| 116 \| - \| 114 \| Joventut de Badalona \| | - Clasificación: - 1.º Los Angeles Lakers - 2.º Joventut de Badalona - 3.º CSP Limoges - 4.º Slobodna Dalmacija Split |     |   |     |                          |
| Partidos | |     |   |     |                          |
| | |     |   |     |                          |
| 18 de octubre | Los Angeles Lakers | 132 | - | 101 | CSP Limoges              |
| 18 de octubre | Joventut de Badalona                                                                                                  | 117 | - | 86  | Slobodna Dalmacija Split |
| 19 de octubre | CSP Limoges | 105 | - | 91  | Slobodna Dalmacija Split |
| 19 de octubre | Los Angeles Lakers | 116 | - | 114 | Joventut de Badalona     |

### 1993
- Sede: Olympiahalle, Múnich, Alemania.
- Jugador más valioso: Charles Barkley (Phoenix Suns).

| \| Partidos \| Partidos \| Partidos \| Partidos \| Partidos \| Partidos \| \| ------------- \| --------------- \| -------- \| -------- \| -------- \| ---------------- \| \| 21 de octubre \| Buckler Bologna \| 129 \| - \| 88 \| All Star-Franca \| \| 21 de octubre \| Real Madrid \| 85 \| - \| 75 \| Bayer Leverkusen \| \| 22 de octubre \| All-Star Franca \| 104 \| - \| 97 \| Bayer Leverkusen \| \| 22 de octubre \| Phoenix Suns \| 145 \| - \| 115 \| Real Madrid \| \| 22 de octubre \| Buckler Bologna \| 101 \| - \| 85 \| CSP Limoges \| \| 23 de octubre \| Real Madrid \| 123 \| - \| 119 \| CSP Limoges \| \| 23 de octubre \| Phoenix Suns \| 112 \| - \| 90 \| Buckler Bologna \| | - Clasificación: - 1.º Phoenix Suns - 2.º Buckler Bologna - 3.º Real Madrid - 4.º CSP Limoges - 5.º All-Star Franca - 6.º Bayer Leverkusen |     |   |     |                  |
| Partidos | |     |   |     |                  |
| | |     |   |     |                  |
| 21 de octubre | Buckler Bologna | 129 | - | 88  | All Star-Franca  |
| 21 de octubre | Real Madrid | 85  | - | 75  | Bayer Leverkusen |
| 22 de octubre | All-Star Franca | 104 | - | 97  | Bayer Leverkusen |
| 22 de octubre | Phoenix Suns | 145 | - | 115 | Real Madrid      |
| 22 de octubre | Buckler Bologna | 101 | - | 85  | CSP Limoges      |
| 23 de octubre | Real Madrid | 123 | - | 119 | CSP Limoges      |
| 23 de octubre | Phoenix Suns | 112 | - | 90  | Buckler Bologna  |

### 1995
- Sede: London Arena Docklands, Londres, Inglaterra.
- Jugador más valioso: Clyde Drexler (Houston Rockets).

| \| Partidos \| Partidos \| Partidos \| Partidos \| Partidos \| Partidos \| \| ------------- \| ---------------- \| -------- \| -------- \| -------- \| ---------------- \| \| 19 de octubre \| Buckler Bologna \| 112 \| - \| 103 \| Maccabi Tel Aviv \| \| 19 de octubre \| Real Madrid \| 99 \| - \| 71 \| Sheffield Sharks \| \| 20 de octubre \| Buckler Bologna \| 102 \| - \| 96 \| Real Madrid \| \| 20 de octubre \| Houston Rockets \| 116 \| - \| 72 \| Perth Wildcats \| \| 21 de octubre \| Maccabi Tel Aviv \| 107 \| - \| 89 \| Sheffield Sharks \| \| 21 de octubre \| Perth Wildcats \| 93 \| - \| 86 \| Real Madrid \| \| 21 de octubre \| Houston Rockets \| 126 \| - \| 112 \| Buckler Bologna \| | - Clasificación: - 1.º Houston Rockets - 2.º Buckler Bologna - 3.º Perth Wildcats - 4.º Real Madrid - 5.º Maccabi Tel Aviv - 6.º Sheffield Sharks |     |   |     |                  |
| Partidos | |     |   |     |                  |
| | |     |   |     |                  |
| 19 de octubre | Buckler Bologna | 112 | - | 103 | Maccabi Tel Aviv |
| 19 de octubre | Real Madrid | 99  | - | 71  | Sheffield Sharks |
| 20 de octubre | Buckler Bologna | 102 | - | 96  | Real Madrid      |
| 20 de octubre | Houston Rockets | 116 | - | 72  | Perth Wildcats   |
| 21 de octubre | Maccabi Tel Aviv | 107 | - | 89  | Sheffield Sharks |
| 21 de octubre | Perth Wildcats | 93  | - | 86  | Real Madrid      |
| 21 de octubre | Houston Rockets | 126 | - | 112 | Buckler Bologna  |

### 1997
- Sede: Palais Omnisports de Paris-Bercy, París, Francia.
- Jugador más valioso: Michael Jordan (Chicago Bulls).

| \| Partidos \| Partidos \| Partidos \| Partidos \| Partidos \| Partidos \| \| ------------- \| ---------------- \| -------- \| -------- \| -------- \| ---------------- \| \| 16 de octubre \| Atenas \| 87 \| - \| 78 \| Benetton Treviso \| \| 16 de octubre \| PSG Racing \| 97 \| - \| 84 \| F. C. Barcelona \| \| 17 de octubre \| Olympiacos B.C. \| 89 \| - \| 86 \| Atenas \| \| 17 de octubre \| Chicago Bulls \| 89 \| - \| 82 \| PSG Racing \| \| 18 de octubre \| Benetton Treviso \| 106 \| - \| 103 \| F. C. Barcelona \| \| 18 de octubre \| Atenas \| 88 \| - \| 78 \| PSG Racing \| \| 18 de octubre \| Chicago Bulls \| 104 \| - \| 78 \| Olympiacos B.C. \| | - Clasificación: - 1.º Chicago Bulls - 2.º Olympiacos B.C. - 3.º Asociación Deportiva Atenas - 4.º PSG Racing - 5.º Benetton Treviso - 6.º F. C. Barcelona |     |   |     |                  |
| Partidos | |     |   |     |                  |
| | |     |   |     |                  |
| 16 de octubre | Atenas | 87  | - | 78  | Benetton Treviso |
| 16 de octubre | PSG Racing | 97  | - | 84  | F. C. Barcelona  |
| 17 de octubre | Olympiacos B.C. | 89  | - | 86  | Atenas           |
| 17 de octubre | Chicago Bulls | 89  | - | 82  | PSG Racing       |
| 18 de octubre | Benetton Treviso | 106 | - | 103 | F. C. Barcelona  |
| 18 de octubre | Atenas | 88  | - | 78  | PSG Racing       |
| 18 de octubre | Chicago Bulls | 104 | - | 78  | Olympiacos B.C.  |

### 1999
- Sede: FilaForum, Milán, Italia.
- Jugador más valioso: Tim Duncan (San Antonio Spurs).

| \| Partidos \| Partidos \| Partidos \| Partidos \| Partidos \| Partidos \| \| ------------- \| --------------- \| -------- \| -------- \| -------- \| ----------------- \| \| 14 de octubre \| Vasco da Gama \| 90 \| - \| 79 \| Adelaide 36ers \| \| 14 de octubre \| Sagesse \| 88 \| - \| 98 \| Varese Roosters \| \| 15 de octubre \| Vasco da Gama \| 92 \| - \| 86 \| Zalgiris Kaunas \| \| 15 de octubre \| Varese Roosters \| 86 \| - \| 96 \| San Antonio Spurs \| \| 16 de octubre \| Adelaide 36ers \| 91 \| - \| 84 \| Sagesse \| \| 16 de octubre \| Varese Roosters \| 78 \| - \| 97 \| Zalgiris Kaunas \| \| 16 de octubre \| Vasco da Gama \| 68 \| - \| 103 \| San Antonio Spurs \| | - Clasificación: - 1.º San Antonio Spurs - 2.º Vasco da Gama - 3.º Zalgiris Kaunas - 4.º Varese Roosters - 5.º Adelaide 36ers - 6.º Sagesse |    |   |     |                   |
| Partidos | |    |   |     |                   |
| | |    |   |     |                   |
| 14 de octubre | Vasco da Gama | 90 | - | 79  | Adelaide 36ers    |
| 14 de octubre | Sagesse | 88 | - | 98  | Varese Roosters   |
| 15 de octubre | Vasco da Gama | 92 | - | 86  | Zalgiris Kaunas   |
| 15 de octubre | Varese Roosters | 86 | - | 96  | San Antonio Spurs |
| 16 de octubre | Adelaide 36ers | 91 | - | 84  | Sagesse           |
| 16 de octubre | Varese Roosters | 78 | - | 97  | Zalgiris Kaunas   |
| 16 de octubre | Vasco da Gama | 68 | - | 103 | San Antonio Spurs |

## Palmarés
| Club                            | Títulos | Campeonatos | Subcampeonatos |
| ------------------------------- | ------- | ----------- | -------------- |
| Milwaukee Bucks                 | 1       | 1987        | -              |
| Boston Celtics                  | 1       | 1988        | -              |
| Denver Nuggets                  | 1       | 1989        | -              |
| New York Knicks                 | 1       | 1990        | -              |
| Los Angeles Lakers              | 1       | 1991        | -              |
| Phoenix Suns                    | 1       | 1993        | -              |
| Houston Rockets                 | 1       | 1995        | -              |
| Chicago Bulls                   | 1       | 1997        | -              |
| San Antonio Spurs               | 1       | 1999        | -              |
| Pop 84 Split/Jugoplastika Split | -       | -           | 1989, 1990     |
| Buckler Bologna                 | -       | -           | 1993, 1995     |
| Selección de la URSS            | -       | -           | 1987           |
| Real Madrid                     | -       | -           | 1988           |
| Joventut de Badalona            | -       | -           | 1991           |
| Olympiacos B.C.                 | -       | -           | 1997           |
| Vasco da Gama                   | -       | -           | 1999           |

## MVPs
| Torneo | Jugador         | Equipo             |
| ------ | --------------- | ------------------ |
| 1987   | Terry Cummings  | Milwaukee Bucks    |
| 1988   | Larry Bird      | Boston Celtics     |
| 1989   | Walter Davis    | Denver Nuggets     |
| 1990   | Patrick Ewing   | New York Knicks    |
| 1991   | Magic Johnson   | Los Angeles Lakers |
| 1993   | Charles Barkley | Phoenix Suns       |
| 1995   | Clyde Drexler   | Houston Rockets    |
| 1997   | Michael Jordan  | Chicago Bulls      |
| 1999   | Tim Duncan      | San Antonio Spurs  |